# Universidad del Norte (Colombia)
La  Universidad del Norte de Barranquilla, ubicada en el kilómetro 5 Vía Puerto Colombia, es una institución privada de educación superior colombiana con sede en Barranquilla, sujeta a inspección y vigilancia por medio de la Ley 1740 de 2014 y la ley 30 de 1992  del Ministerio de Educación de Colombia. Cuenta con la "acreditación institucional de Alta Calidad" y ha sido recientemente considerada como una de las diez mejores universidades de Colombia por su integralidad y excelencia académica.
La institución cuenta con 28 programas de pregrado, 62 especializaciones, 50 maestrías, 15 doctorados, para un total de 155 programas académicos.
Recibió la acreditación institucional del CNA el 28 de diciembre de 2010, por un lapso de ocho años, siendo, junto a la Universidad Industrial de Santander, la Universidad EAFIT, la Universidad del Rosario, la Pontificia Universidad Javeriana y la Universidad Externado, las universidades con el tercer lapso de acreditación más alto después de la Universidad de los Andes, la Universidad del Valle, la Universidad Nacional y la Universidad de Antioquia, acreditadas por diez años. También ubicada en otras clasificaciones nacionales cómo el top cinco en el ranking del portal estudiantil Dondeestudiar.co en las mejores universidades de Colombia 2020. Archivado el 30 de junio de 2021 en Wayback Machine.

## Historia
El 15 de diciembre de 1965, se constituyó la junta directiva provisional de la Fundación Universidad del Caribe. Un mes después se determinó que llevaría el nombre de Fundación Universidad del Norte. Sin embargo, la institución nació el 24 de enero de 1966 al suscribirse su acta de constitución por Karl C. Parrish Jr. y un grupo de empresarios de Barranquilla, pertenecientes a la Asociación Nacional de Industriales ANDI, el Instituto Colombiano de Administración (Incolda) y la Fundación Barranquilla, hoy denominada Fundación Mario Santo Domingo. La institución obtuvo su personería jurídica mediante Resolución N.º 149 del 14 de febrero de 1966, concedida la Gobernación del departamento del Atlántico.
Las labores educativas de la Universidad del Norte empezaron en el Barrio El Prado (Carrera 53 No 82 -135), el 11 de julio de 1966, siendo su primer rector Julio Muvdi Abufhele (1966 - 1970), ingeniero barranquillero. Para ese entonces, la Universidad estaba conformada por 58 estudiantes y diez profesores que enseñaban los ciclos básicos de Administración de Empresas y de Ingeniería.
En 1970, el Instituto Colombiano para la Evaluación de la Educación ICFES aprobó la apertura del programa de Psicología, uno de los primeros en Colombia.
Siendo presidente de la república Misael Pastrana (1970-1974), el 20 de noviembre de 1971, se puso la primera piedra en el sitio donde se encuentra actualmente el campus de la Universidad en el municipio de Puerto Colombia. En ese entonces la institución tenía 1.027 estudiantes y el rector era el economista José Tcherassi Guzmán (1970-1973).
En ese mismo año, los programas de Ingeniería Industrial e Ingeniería Mecánica fueron aprobados por el ICFES. Luego de la donación de seis hectáreas por parte de la empresa Cementos del Caribe, hoy Argos, y de la vinculación de varias empresas como donantes, se inauguró la ciudadela universitaria con la construcción de los tres primeros edificios el 25 de enero de 1973. 
La Universidad del Norte obtuvo el reconocimiento oficial de la Presidencia de la República de Colombia y el Ministerio de Educación Nacional mediante la Resolución 263 del 22 de febrero de 1973. 
En diciembre de 1973 tomó posesión de la rectoría el ingeniero civil Boris Rosanía Salive (1974-1980) y bajo su gestión se creó el proyecto La Playa (después nombrado Proyecto Costa Atlántica). Se dio inicio a los programas de Medicina y Enfermería. También se creó el Centro de Investigaciones de la Universidad del Norte (CIUN).
Desde 1980 hasta 2018 se desempeñaba como rector, el filósofo y doctor en Ciencias Sociales, Jesús Ferro Bayona. Bajo su rectoría la Universidad del Norte inició su período de modernización con el incremento de los programas de pregrado y la puesta en marcha de los programas de postgrado en niveles de maestría y doctorado.

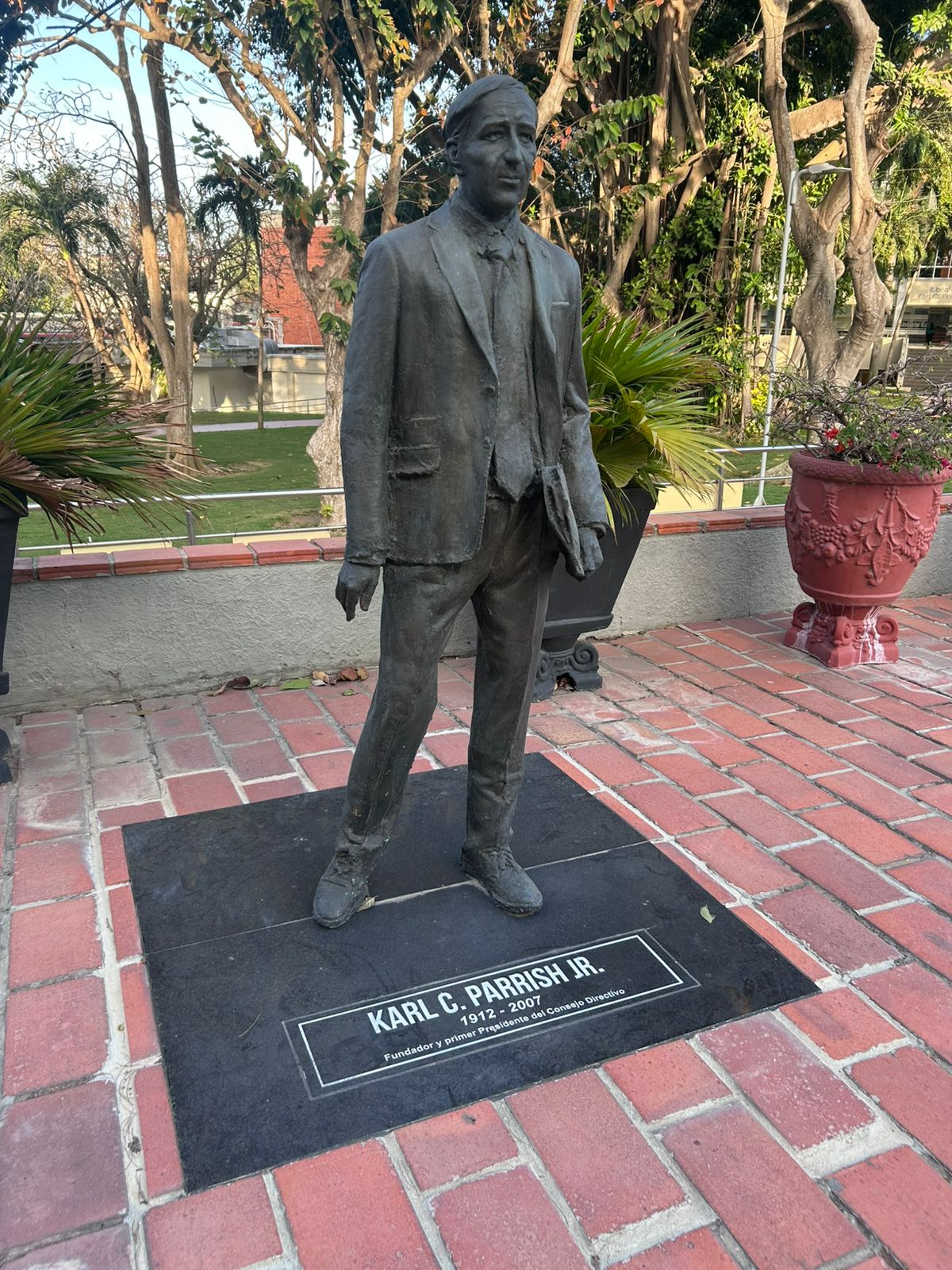
Estatua de Karl C Parrish Jr. en la plazoleta principal

En el ámbito de la internacionalización se destacan la creación de las cátedras: Europa, Asia Pacífico, Fulbright y de Las Américas, así como los cerca de 115 convenios con universidades en Europa, Norteamérica y Asia, principalmente. Diversifican el quehacer universitario la emisora Uninorte FM Estéreo, el Centro Cultural Cayena y el Centro de Educación Continuada, entre otros.
En la última década, la universidad ha recibido evaluaciones nacionales e internacionales para certificar la calidad de sus programas, entre ellas las del Ministerio de Educación Nacional para la acreditación institucional y de programas académicos; de la Asociación de Universidades Europeas EUA, la Certificación de Calidad bajo la norma ISO 9001-2008 de Icontec y IQ Net para los procesos administrativos; la acreditación internacional para los programas de Ingeniería por parte de ABET; la de la Sociedad Interamericana de Prensa para el Programa de Comunicación Social y Periodismo. A su vez, los programas de idiomas han sido acreditados internacionalmente: la enseñanza de inglés, por la CEA de Estados Unidos, y para los programa de español por el Instituto Cervantes de España.

### Rectores
- Julio Muvdi Abufhele (1966-1970)
- José Tcherassi Guzmán (1970-1973)
- Boris Rosanía Salive (1974-1980)
- Jesús Ferro Bayona (1980-2018)
- Adolfo Meisel Roca (2018-)

## Pregrados

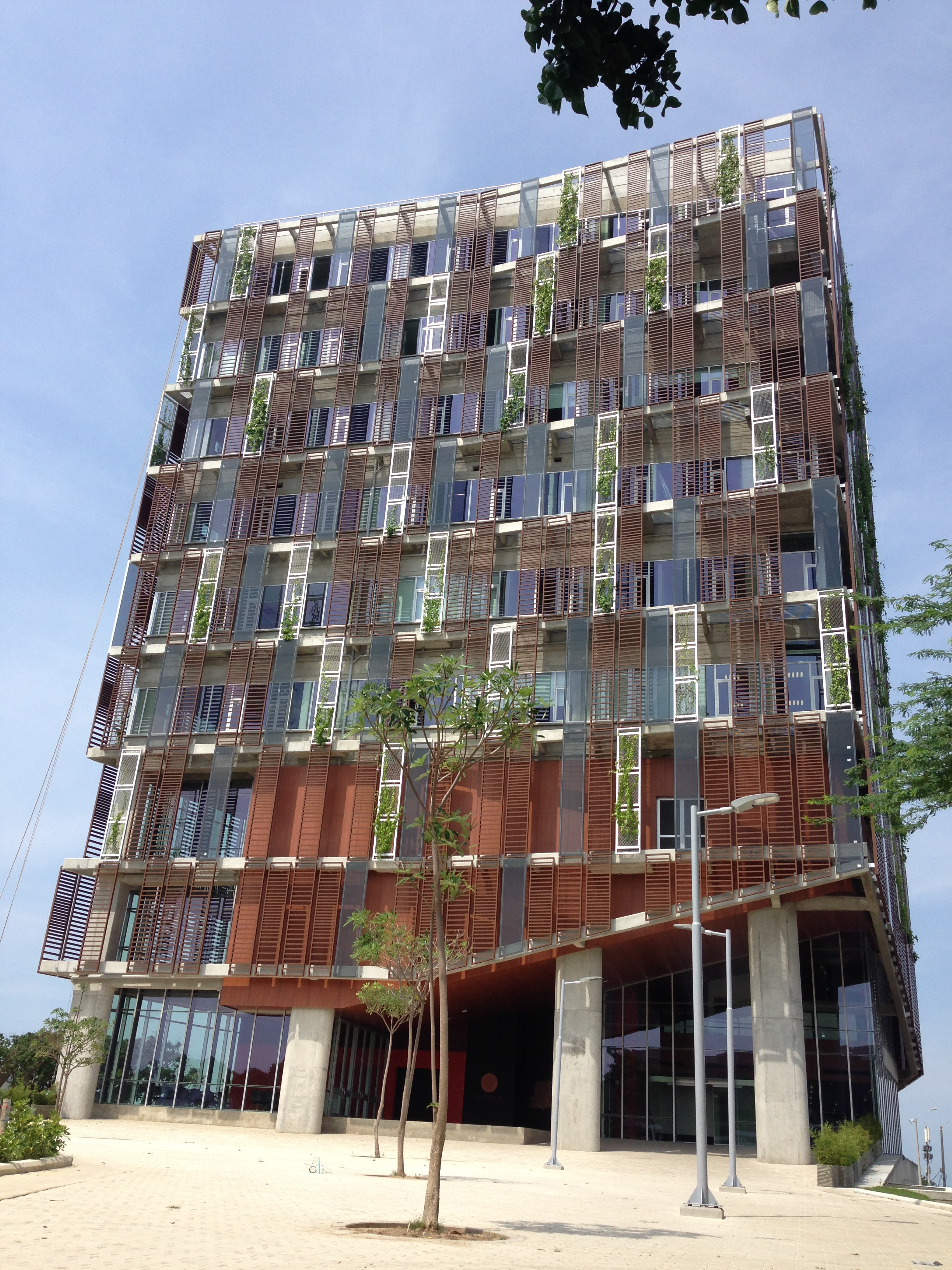
Edificio de Ingenierías.

### Pregrados
ESCUELA DE ARQUITECTURA, URBANISMO Y DISEÑO
- Pregrado en Arquitectura
- Pregrado en Diseño Gráfico
- Pregrado en Diseño Industrial

CIENCIAS BÁSICAS
- Pregrado en Matemáticas
- Pregrado en  Geología
- Pregrado en Ciencia de Datos

CIENCIAS DE LA SALUD
- Pregrado en Enfermería
- Pregrado en Medicina
- Pregrado en Odontología

DERECHO, CIENCIA POLÍTICA Y RELACIONES INTERNACIONALES
- Pregrado en Ciencia Política y Gobierno
- Pregrado en Derecho
- Pregrado en Relaciones Internacionales

INSTITUTO DE ESTUDIOS EN EDUCACIÓN
- Licenciatura en Pedagogía Infantil

ESCUELA DE NEGOCIOS
- Pregrado en Negocios Internacionales
- Pregrado en Administración de Empresas
- Pregrado en Contaduría Pública

HUMANIDADES, ARTES Y CIENCIAS SOCIALES
- Pregrado en Comunicación Social y Periodismo
- Pregrado en Economía Pregrado en Economía
- Pregrado en Filosofía y Humanidades
- Pregrado en Psicología
- Pregrado en Música

INGENIERÍAS
- Pregrado en Ingeniería Civil
- Pregrado en Ingeniería de Sistemas y Computación
- Pregrado en Ingeniería Eléctrica
- Pregrado en Ingeniería Electrónica
- Pregrado en Ingeniería Industrial
- Pregrado en Ingeniería Mecánica

IDIOMAS
- Nuevo pregrado en Lenguas Modernas y Cultura

### Especializaciones
- Urbanismo y desarrollo territorial

### Maestrías
- Urbanismo y desarrollo territorial
- Ingeniería Mecánica
- Ingeniería Civil y Ambiental
- Ingeniería Electrónica
- Analítica de Datos

## Escuela de Administración y Negocios

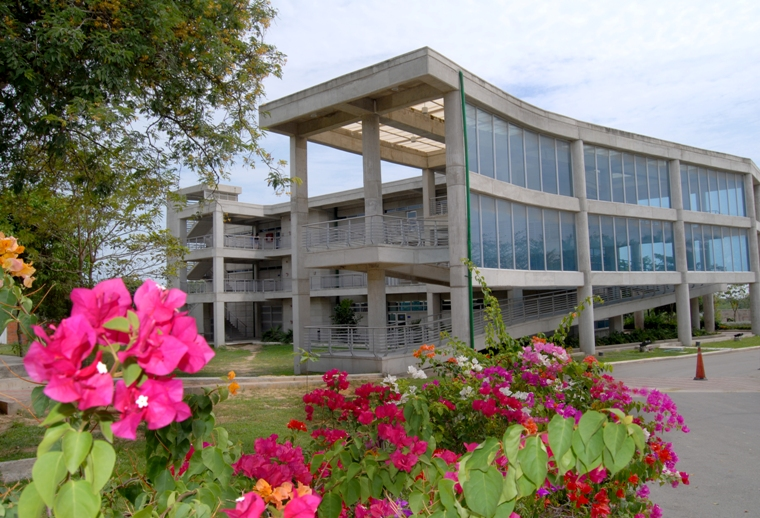
Escuela de Diseño Industrial. Edificio Julio Muvdi.

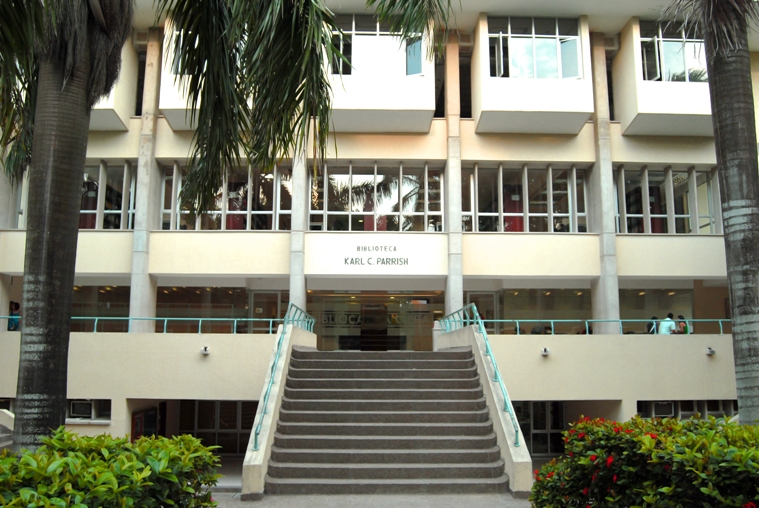
Biblioteca Karl C. Parrish.

### Pregrados
- Administración de Empresas
- Contaduría Pública
- Negocios Internacionales

### Especializaciones
- Administración de riesgos financieros
- Finanzas
- Gerencia de empresas comerciales
- Gerencia de recursos humanos
- Gerencia financiera de servicios de salud
- Gerencia pública
- Logística del transporte internacional de mercancías
- Mercadeo
- Negocios internacionales

### Maestrías
- Administración de empresas Profesional
- Administración de empresas Ejecutiva
- Finanzas
- Mercadeo

### Doctorados
- Administración de empresas
- Psicología (Ir: http://www.uninorte.edu.co/web/doctorado-en-psicologia )

## División de Ciencias Básicas

### Pregrados
- Matemáticas
- Geología
- Ciencia de Datos

### Especializaciones
- Estadística Aplicada
- Matemáticas

### Maestrías
- Estadística aplicada
- Matemáticas
- Física aplicada

### Doctorados
- Ciencias del mar
- Ciencias naturales

## División de Ciencias de la salud

### Pregrados
- Enfermería
- Medicina
- Odontología

### Especializaciones
- Enfermería Cuidado Crítico Adulto
- Enfermería del Cuidado Neonatal
- Salud familiar y Comunitaria
- Gerencia de la Calidad y Auditoría en Salud
- Gerencia de Servicios de Salud
- Medicina Interna
- Neonatología
- Oftalmología
- Pediatría
- Psiquiatría
- Radiología e Imágenes
- Medicina Familiar
- Seguridad y Salud en el Trabajo

### Maestrías
- Epidemiología
- Salud Pública
- Epidemiología Clínica
- Ciencias Básicas Biomédicas
- Seguridad y Salud en el Trabajo
- Enfermería

## División de Derecho, Ciencia Política y Relaciones Internacionales

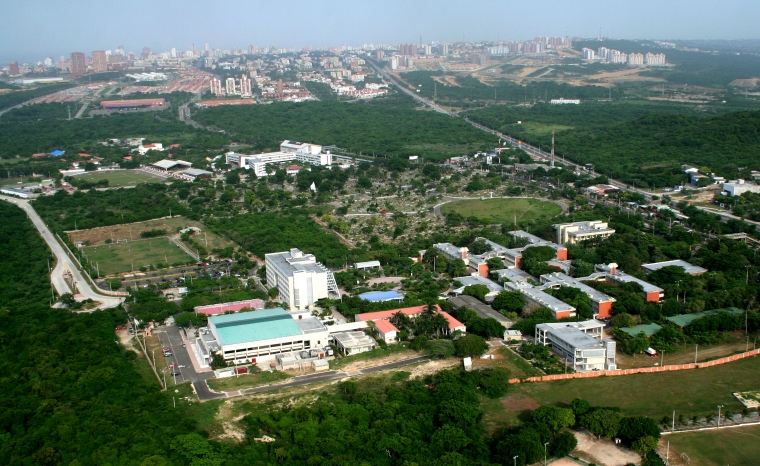
Vista aérea del campus.

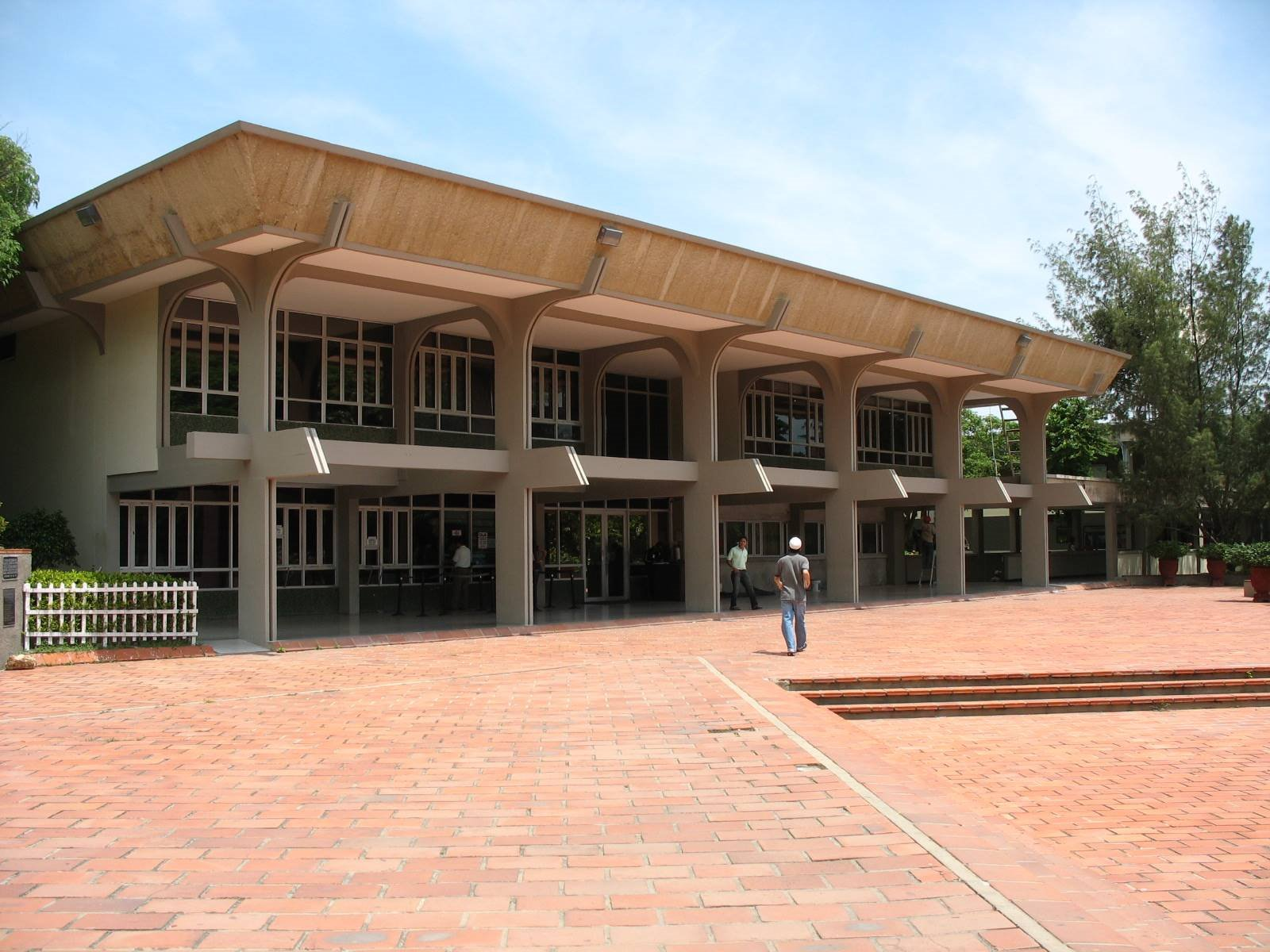
Edificio principal de la Universidad del Norte, conocido como "Casa Blanca".

### Pregrados
- Ciencia Política y Gobierno
- Derecho
- Relaciones Internacionales

### Especializaciones
- Ciencia política
- Derecho Constitucional
- Derecho ambiental, territorial y urbanístico
- Derecho civil y de familia
- Derecho comercial
- Derecho laboral
- Derecho penal
- Derecho público
- Gestión de los servicios públicos y domiciliarios
- Negociación y manejo de conflictos
- Derecho económico y de los mercados
- Responsabilidad y seguros
- Seguridad social
- Tributación
- Derecho de sociedades
- Estudios europeos
- Relaciones Internacionales.

### Maestrías
- Derecho (modalidad de profundización)
- Derecho (modalidad investigativa)
- Derecho del comercio y de la responsabilidad
- Derecho público
- Ciencia Política y Gobierno
- Negociación y Manejo de conflictos

## Instituto de Estudios Superiores en Educación

### Pregrados
Licenciatura en Pedagogía Infantil

### Especializaciones
- Docencia universitaria
- Educación mediada por tecnologías
- Enseñanza del inglés
- Gerencia de instituciones educativas
- Procesos pedagógicos

### Maestrías
- Educación énfasis en cognición (modalidad investigativa)
- Educación énfasis en educación infantil (modalidad investigativa)
- Enseñanza del inglés (modalidad profesional)
- Enseñanza del inglés (modalidad investigativa)
- Educación énfasis en lenguaje (modalidad investigativa)
- Educación énfasis en matemáticas (modalidad investigativa)
- Educación énfasis en medios (modalidad investigativa)

### Doctorados
- Educación

## División de Humanidades, Artes y Ciencias Sociales

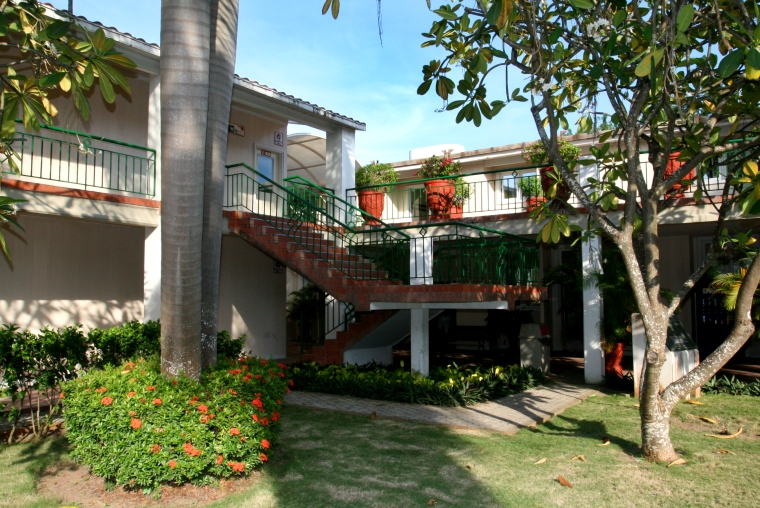
Instituto de Idiomas.

### Pregrados
- Comunicación Social y Periodismo
- Psicología
- Filosofía
- Economía
- Música

### Especializaciones
- Desarrollo familiar
- Desarrollo organizacional y procesos humanos
- Desarrollo social
- Estudios políticos económicos
- Filosofía contemporánea
- Psicología económica y del consumo
- Psicología forense
- Realización de televisión
- Gerencia de la comunicación organizacional
- Arqueología

### Maestrías
- Comunicación
- Cooperación internacional y Gestión de Proyectos
- Periodismo
- Desarrollo social
- Desarrollo organizacional y procesos humanos
- Economía (modalidad investigativa)
- Economía (profundización en Economía Internacional)
- Filosofía
- Literatura y Escrituras creativas
- Psicología
- Psicología (modalidad clínica)
- Relaciones Públicas
- Trastornos cognoscitivos y del aprendizaje
- Historia

### Doctorados
- Ciencias Sociales
- Psicología
- Comunicación
- Economía

## División de Ingenierías

### Pregrados
- Ingeniería Civil
- Ingeniería de Sistemas y Computación
- Ingeniería Eléctrica
- Ingeniería Electrónica
- Ingeniería Industrial
- Ingeniería Mecánica

### Especializaciones
- Análisis y diseño de estructuras
- Análisis y gestión ambiental
- Dirección de plantas industriales
- Diseño y evaluación de proyectos
- Electrónica industrial
- Gerencia de proyectos de ingeniería
- Gerencia de la calidad
- Gerencia y control de la construcción
- Gerencia de sistemas de información
- Gestión de producción y operaciones
- Ingeniería de procesos industriales
- Ingeniería de saneamiento ambiental
- Ingeniería del software
- Logística empresarial
- Redes de computadores
- Sistemas de transmisión de la energía eléctrica
- Sistema de telecomunicaciones
- Vías y transportes

### Maestrías
- Climatización
- Gestión de innovación de productos y máquinas industriales
- Gobierno de tecnología informática
- Ingeniería administrativa
- Ingeniería ambiental
- Ingeniería civil
- Ingeniería de procesos
- Ingeniería de sistemas y computación
- Ingeniería eléctrica
- Ingeniería electrónica
- Ingeniería industrial
- Ingeniería mecánica
- Telemática y telecomunicaciones
- Analítica de Datos

### Doctorados
- Ingeniería civil
- Ingeniería industrial
- Ingeniería mecánica
- Ingeniería de sistemas y computación
- Ingeniería Eléctrica y Electrónica

## Roble amarillo
En los terrenos donde se construyó el campus actual de la Universidad del Norte sobresalía entre la vegetación un roble amarillo. Desde entonces ese árbol, del que hay varios individuos en diferentes áreas verdes de la Universidad, ha sido considerado símbolo vegetal de la institución.

## Campus
La institución cuenta con un campus principal de 29 hectáreas, en donde se ubican cerca de 60 laboratorios, aulas de clase, zonas verdes, áreas de estudio, cafeterías y espacios para el desarrollo deportivo y la cultura.

## Organización
Las unidades académicas de la Universidad del Norte están clasificadas en Divisiones, Escuelas, Áreas o Institutos dirigidos así:
- María Cristina Martínez, División de Ciencias Básicas.
- Alberto Madero, División de Derecho, Ciencia política y Relaciones internacionales.
- Maria Del Pilar Garavito, División de Ciencias de la Salud.
- Nancy Gómez Arrieta, División de Humanidades, Artes y Ciencias Sociales.
- Julián Arellana, División de Ingenierías.
- María Clemencia Sierra, Escuela de Negocios.
- Alexandra Bolaño, Dirección de Especializaciones.
- José Aparicio, Instituto de Estudios en Educación.
- Manuel Moreno, Escuela de Arquitectura, Urbanismo y Diseño.

## Investigación
El Sistema de Investigación en Colombia, que lidera el Departamento Administrativo de Ciencias, Tecnología e Innovación - Colciencias, reconoció en 2010, 40 grupos de investigación de la Universidad, mediante los cuales se desarrolla la investigación al servicio de la ciencia, la tecnología y la sociedad. Los grupos hacen referencia, principalmente, a investigación en ingenierías, humanidades y Ciencias Sociales, Ciencias Básicas, Jurídicas y Salud.

## Egresados destacados
- Alejandro Char Chaljub, ingeniero civil, Alcalde de Barranquilla.
- Eduardo Verano de la Rosa, administración de empresas, Ministro de ambiente, Gobernador de Atlántico.
- Natalia Cruz, Comunicadora Social y Periodista, presentadora de televisión en Univisión.
- Jéssica de la Peña, Comunicación Social y Periodismo, Presentadora de televisión en Canal RCN.
- Daniella Álvarez, Comunicación Social y Periodismo, Señorita Colombia 2012.
- Marcela Pérez, Comunicación Social y Periodismo, Presentadora de televisión en Univisión, ganadora de 4 Premios Emmy.
- Karen Abudinen, exministra de Tecnologías de la Información y Comunicaciones.